# Keratocephalus
Keratocephalus es un género extinto de terápsido de la familia Tapinocephalidae que vivió durante el Capitaniano (Pérmico Medio) en la zona faunística de Tapinocephalus en la zona del Karoo en Sudáfrica.
Tenía de 2,5 a 3 metros de longitud (el cráneo 50 cm) y 700 a 1000 kg de peso; con longitud del hocico variable; paquiostosis variable; protuberancia nasofrontal elevada en forma de cuerno.

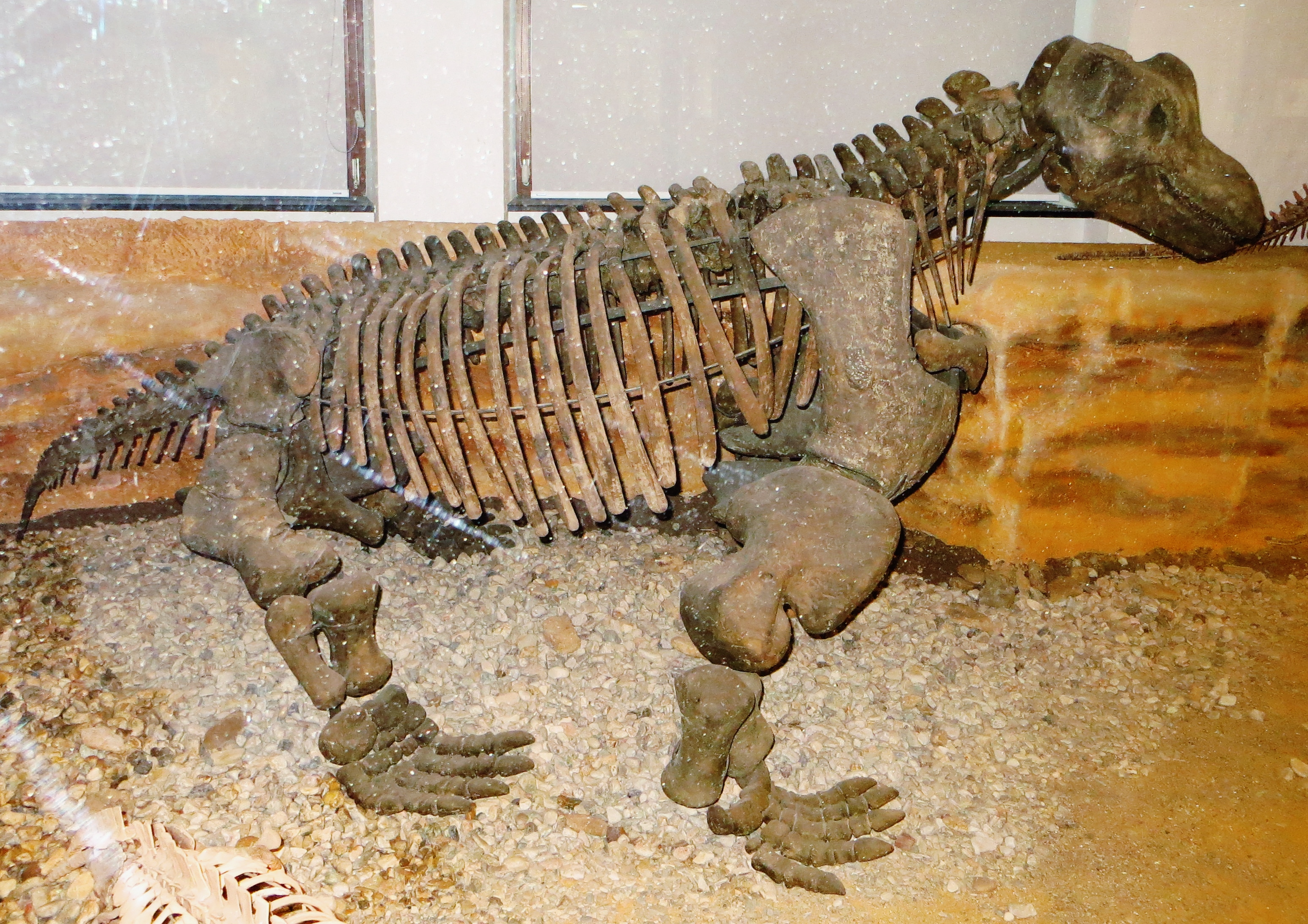
Esqueleto

La especie tipo, Keratocephalus moloch se conoce a partir de algunos cráneos muy disimiles entre sí, junto con restos postcraneales, que sugieren que puede no haber sido tan derivado como Tapinocephalus. La protuberancia frontal se conforma en una especie de cuerno bajo del que se deriva su nombre de género, que traduce "cabeza con cuerno", cuya longitud varía entre los especímenes. Esto hacer dudar de la distinción realizada por Boonstra entre formas de hocicos largos y cortos.
Pelosuchus, conocido a partir de restos postcraneales, es un sinónimo más moderno.